# Az osztrák értékű forint pénzérméi
Az osztrák értékű forintrendszer a bécsi pénzszerződés megkötésével jött létre. A szerződés értelmében az addigi konvenciós forintszabvány helyét az egyleti szabvány vette át, amely 45 osztrák forint színezüsttartalmát 500 grammban szabta meg. Emellett az Osztrák Császárság – szerződést aláíró többi államhoz hasonlóan – ezüst egyleti tallérokat (Vereinsthaler) és arany egyleti koronákat (Vereinskrone) is veretett. A Lombard–Velencei Királyság számára ½ és 1 soldo névértékű rézpénzeket vertek. Az új szabvány szerinti pénzérmék verése 1857-től indult meg a bécsi (verdejegy: A), a körmöcbányai (B), a gyulafehérvári (E), a milánói (M) és a velencei (V) pénzverdékben.
Az érmék paramétereiről a következő rendeletek rendelkeztek: 
- 1857. szeptember 19-én kelt császári pátens[1]
- 1860. október 21-én kelt császári rendelet[2]
- 1862. február 6-án kelt pénzügyminisztériumi rendelet[3]

## Osztrák értékű pénzek (Landesmünze)
Az Osztrák Császárság forgalmi céljaira ezüst értékpénzeket (gesetzliche Landesmünze) és ezüst, valamint réz váltópénzeket (Scheidemünze) vertek. Értékpénzeket ¼, 1 és 2 forint, míg váltópénzeket ezüstből 5 és 10, rézből 5/10, 1 és 4 krajcár címlettel vertek. (A törvény eredetileg háromkrajcárosok veréséről rendelkezett, ilyet azonban végül nem vertek, ehelyett került forgalomba némi késéssel a négykrajcáros.)
| Kép                                            | Kép            | Névérték       | Műszaki paraméterek | Műszaki paraméterek | Műszaki paraméterek | Leírás         | Leírás                                                                              | Leírás | Dátumok        |
| Előlap                                         | Hátlap         | Névérték       | Átmérő              | Tömeg               | Összetétel          | Perem          | Előlap                                                                              | Hátlap | Első veret     |
| Forgalmi érmék                                 | Forgalmi érmék | Forgalmi érmék | Forgalmi érmék      | Forgalmi érmék      | Forgalmi érmék      | Forgalmi érmék | Forgalmi érmék                                                                      | Forgalmi érmék | Forgalmi érmék |
| ---------------------------------------------- | -------------- | -------------- | ------------------- | ------------------- | ------------------- | -------------- | ----------------------------------------------------------------------------------- | --- | -------------- |
|                                                |                | 5/10 krajcár   | 17 mm               | 1,667 g             | Cu                  | sima           | K·K·OESTERREICHISCHE SCHEIDEMÜNZE4, az Osztrák Császárság kiscímere                 | Tölgykoszorú, értékjelzés, verési évszám, verdejegy                                                                 | 1858.          |
|                                                |                | 1 krajcár      | 19 mm               | 3,333 g             | Cu                  | sima           | K·K·OESTERREICHISCHE SCHEIDEMÜNZE4, az Osztrák Császárság kiscímere                 | Tölgykoszorú, értékjelzés, verési évszám, verdejegy                                                                 | 1858.          |
|                                                |                | 4 krajcár      | 27 mm               | 13,333 g            | Cu                  | sima           | K·K·OESTERREICHISCHE SCHEIDEMÜNZE4, az Osztrák Császárság kiscímere                 | Tölgykoszorú, értékjelzés, verési évszám, verdejegy                                                                 | 1860.          |
|                                                |                | 5 krajcár      | 16 mm               | 2,000 g             | 375‰ Ag 625‰ Cu     | recés          | FRANZ JOSEPH I·V·G·G·KAISER V·OESTERREICH, I. Ferenc József                         | SCHEIDE MÜNZE, a császári korona, olaj- és pálmaágak közt verdejegy, verési évszám és értékjelzés                   | 1858.          |
|                                                |                | 5 krajcár      | 16 mm               | 2,000 g             | 375‰ Ag 625‰ Cu     | recés          | FRANZ JOSEPH I·V·G·G·KAISER V·OESTERREICH, I. Ferenc József (erősebb szakállal)     | SCHEIDE MÜNZE, a császári korona, olaj- és pálmaágak közt verdejegy, verési évszám és értékjelzés                   | 1867.          |
|                                                |                | 10 krajcár     | 18 mm               | 1,333 g             | 500‰ Ag 500‰ Cu     | recés          | FRANZ JOSEPH I·V·G·G·KAISER V·OESTERREICH, I. Ferenc József                         | SCHEIDE MÜNZE, a császári korona, olaj- és pálmaágak közt verdejegy, verési évszám és értékjelzés                   | 1858.          |
|                                                |                | 10 krajcár     | 18 mm               | 1,333 g             | 500‰ Ag 500‰ Cu     | recés          | FRANZ JOSEPH I·V·G·G·KAISER V·OESTERREICH, I. Ferenc József (erősebb szakállal)     | SCHEIDE MÜNZE, a császári korona, olaj- és pálmaágak közt verdejegy, verési évszám és értékjelzés                   | 1867.          |
|                                                |                | ¼ forint       | 23 mm               | 5,345 g             | 520‰ Ag 480‰ Cu     | VIRIBVS VNITIS | FRANC·IOS·I·D·G·AVSTRIAE IMPERATOR, I. Ferenc József, verdejegy                     | HVNG·BOH·LOMB·ET VEN· GAL·LOD·ILL·REX A·A·, az Osztrák Császárság kiscímere, kis méretű értékjelzés, verési évszám  | 1857.          |
|                                                |                | ¼ forint       | 23 mm               | 5,345 g             | 520‰ Ag 480‰ Cu     | VIRIBVS VNITIS | FRANC·IOS·I·D·G·AVSTRIAE IMPERATOR, I. Ferenc József, verdejegy                     | HVNG·BOH·LOMB·ET VEN· GAL·LOD·ILL·REX A·A·, az Osztrák Császárság kiscímere, nagy méretű értékjelzés, verési évszám | 1859.          |
|                                                |                | ¼ forint       | 23 mm               | 5,345 g             | 520‰ Ag 480‰ Cu     | VIRIBVS VNITIS | FRANC·IOS·I·D·G·AVSTRIAE IMPERATOR, I. Ferenc József (erősebb szakállal), verdejegy | HVNG·BOH·LOMB·ET VEN· GAL·LOD·ILL·REX A·A·, az Osztrák Császárság kiscímere, nagy méretű értékjelzés, verési évszám | 1866.          |
|                                                |                | 1 forint       | 29 mm               | 12,346 g            | 900‰ Ag 100‰ Cu     | VIRIBVS VNITIS | FRANC·IOS·I·D·G·AVSTRIAE IMPERATOR, I. Ferenc József, verdejegy                     | HVNG·BOH·LOMB·ET VEN· GAL·LOD·ILL·REX A·A·, az Osztrák Császárság kiscímere, értékjelzés, verési évszám             | 1857.          |
|                                                |                | 1 forint       | 29 mm               | 12,346 g            | 900‰ Ag 100‰ Cu     | VIRIBVS VNITIS | FRANC·IOS·I·D·G·AVSTRIAE IMPERATOR, I. Ferenc József (erősebb szakállal), verdejegy | HVNG·BOH·LOMB·ET VEN· GAL·LOD·ILL·REX A·A·, az Osztrák Császárság kiscímere, értékjelzés, verési évszám             | 1866.          |
|                                                |                | 2 forint       | 36 mm               | 24,691 g            | 900‰ Ag 100‰ Cu     | VIRIBVS VNITIS | FRANC·IOS·I·D·G·AVSTRIAE IMPERATOR, I. Ferenc József, verdejegy                     | HVNG·BOH·LOMB·ET VEN· GAL·LOD·ILL·REX A·A·, az Osztrák Császárság kiscímere, értékjelzés, verési évszám             | 1858.          |
|                                                |                | 2 forint       | 36 mm               | 24,691 g            | 900‰ Ag 100‰ Cu     | VIRIBVS VNITIS | FRANC·IOS·I·D·G·AVSTRIAE IMPERATOR, I. Ferenc József (erősebb szakállal), verdejegy | HVNG·BOH·LOMB·ET VEN· GAL·LOD·ILL·REX A·A·, az Osztrák Császárság kiscímere, értékjelzés, verési évszám             | 1866.          |
| A képeken 2,5 pixel felel meg 1 milliméternek. |                |                |                     |                     |                     |                |                                                                                     | |                |

## Egyleti pénzek (Vereinsmünze)
Az egyleti szabvány ezüst- (Vereinsthaler vagy Vereinssilbermünze) és aranypénzek (Vereinskrone vagy Vereinsgoldmünze) verését határozza meg.
| Kép                                            | Kép            | Névérték       | Műszaki paraméterek | Műszaki paraméterek | Műszaki paraméterek | Leírás                 | Leírás                                                                                     | Leírás | Dátumok        |
| Előlap                                         | Hátlap         | Névérték       | Átmérő              | Tömeg               | Összetétel          | Perem                  | Előlap                                                                                     | Hátlap | Első veret     |
| Forgalmi érmék                                 | Forgalmi érmék | Forgalmi érmék | Forgalmi érmék      | Forgalmi érmék      | Forgalmi érmék      | Forgalmi érmék         | Forgalmi érmék                                                                             | Forgalmi érmék | Forgalmi érmék |
| ---------------------------------------------- | -------------- | -------------- | ------------------- | ------------------- | ------------------- | ---------------------- | ------------------------------------------------------------------------------------------ | --- | -------------- |
|                                                |                | 1 tallér       | 33 mm               | 18,519 g            | 900‰ Ag 100‰ Cu     | MIT VEREINTEN KRAEFTEN | FRANZ JOSEPH I·V·G·G·KAISER V·OESTERREICH, I. Ferenc József, verdejegy                     | EIN VEREINSTHALER, XXX EIN PFUND FEIN, az Osztrák Császárság kiscímere, verési évszám                                                                               | 1857.          |
|                                                |                | 1 tallér       | 33 mm               | 18,519 g            | 900‰ Ag 100‰ Cu     | MIT VEREINTEN KRAEFTEN | FRANZ JOSEPH I·V·G·G·KAISER V·OESTERREICH, I. Ferenc József (erősebb szakállal), verdejegy | EIN VEREINSTHALER, XXX EIN PFUND FEIN, az Osztrák Császárság kiscímere, verési évszám                                                                               | 1866.          |
|                                                |                | 2 tallér       | 41 mm               | 37,037 g            | 900‰ Ag 100‰ Cu     | MIT VEREINTEN KRAEFTEN | FRANZ JOSEPH I·V·G·G·KAISER V·OESTERREICH, I. Ferenc József, verdejegy                     | ZWEI VEREINSTHALER, XV EIN PFUND FEIN, az Osztrák Császárság kiscímere, verési évszám                                                                               | 1865.          |
|                                                |                | 2 tallér       | 41 mm               | 37,037 g            | 900‰ Ag 100‰ Cu     | MIT VEREINTEN KRAEFTEN | FRANZ JOSEPH I·V·G·G·KAISER V·OESTERREICH, I. Ferenc József (erősebb szakállal), verdejegy | ZWEI VEREINSTHALER, XV EIN PFUND FEIN, az Osztrák Császárság kiscímere, verési évszám                                                                               | 1866.          |
| Emlékérme                                      |                |                |                     |                     |                     |                        |                                                                                            | |                |
|                                                |                | 2 tallér       | 41 mm               | 37,037 g            | 900‰ Ag 100‰ Cu     |                        | FRANZ JOSEPH I·V·G·G·KAISER V·OESTERREICH, I. Ferenc József, verdejegy                     | VOLLENDUNG DER OESTERREICHISCHEN SÜDBAHN, 2 VEREINS THALER, világítótorony, Bécs és Trieszt címere, mozdony és hajó, az Osztrák Császárság kiscímere, verési évszám | 1857.          |
| Kereskedelmi érmék                             |                |                |                     |                     |                     |                        |                                                                                            | |                |
|                                                |                | ½ korona       | 20 mm               | 5,556 g             | 900‰ Au 100‰ Cu     | MIT VEREINTEN KRAEFTEN | FRANZ JOSEPH I·V·G·G·KAISER V·OESTERREICH, I. Ferenc József, verdejegy                     | VEREINSMÜNZE, 100 EIN PFUND FEIN, tölgykoszorú, értékjelzés, verési évszám                                                                                          | 1858.          |
|                                                |                | ½ korona       | 20 mm               | 5,556 g             | 900‰ Au 100‰ Cu     | MIT VEREINTEN KRAEFTEN | FRANZ JOSEPH I·V·G·G·KAISER V·OESTERREICH, I. Ferenc József (erősebb szakállal), verdejegy | VEREINSMÜNZE, 100 EIN PFUND FEIN, tölgykoszorú, értékjelzés, verési évszám                                                                                          | 1866.          |
|                                                |                | 1 korona       | 24 mm               | 11,111 g            | 900‰ Au 100‰ Cu     | MIT VEREINTEN KRAEFTEN | FRANZ JOSEPH I·V·G·G·KAISER V·OESTERREICH, I. Ferenc József, verdejegy                     | VEREINSMÜNZE, 50 EIN PFUND FEIN, tölgykoszorú, értékjelzés, verési évszám                                                                                           | 1858.          |
|                                                |                | 1 korona       | 24 mm               | 11,111 g            | 900‰ Au 100‰ Cu     | MIT VEREINTEN KRAEFTEN | FRANZ JOSEPH I·V·G·G·KAISER V·OESTERREICH, I. Ferenc József (erősebb szakállal), verdejegy | VEREINSMÜNZE, 50 EIN PFUND FEIN, tölgykoszorú, értékjelzés, verési évszám                                                                                           | 1866.          |
| A képeken 2,5 pixel felel meg 1 milliméternek. |                |                |                     |                     |                     |                        |                                                                                            | |                |

## A Lombard-Velencei Királyság pénzei
1862-ben jelentek meg az osztrák értékű krajcárok helyi változatai, itt soldo néven. 5/10 és 1 soldo névértékkel vertek rézpénzeket.
| Kép                                            | Kép            | Névérték       | Műszaki paraméterek | Műszaki paraméterek | Műszaki paraméterek | Leírás         | Leírás                                     | Leírás                                                         | Dátumok        |
| Előlap                                         | Hátlap         | Névérték       | Átmérő              | Tömeg               | Összetétel          | Perem          | Előlap                                     | Hátlap                                                         | Első veret     |
| Forgalmi érmék                                 | Forgalmi érmék | Forgalmi érmék | Forgalmi érmék      | Forgalmi érmék      | Forgalmi érmék      | Forgalmi érmék | Forgalmi érmék                             | Forgalmi érmék                                                 | Forgalmi érmék |
| ---------------------------------------------- | -------------- | -------------- | ------------------- | ------------------- | ------------------- | -------------- | ------------------------------------------ | -------------------------------------------------------------- | -------------- |
|                                                |                | 5/10 soldo     | 17 mm               | 1,667 g             | Cu                  | recés          | az Osztrák Császárság kiscímere, verdejegy | MONETA SPICCIOLA PEL R·LOMB·VENETO, értékjelzés, verési évszám | 1862.          |
|                                                |                | 1 soldo        | 19 mm               | 3,333 g             | Cu                  | recés          | az Osztrák Császárság kiscímere, verdejegy | MONETA SPICCIOLA PEL R·LOMB·VENETO, értékjelzés, verési évszám | 1862.          |
| A képeken 2,5 pixel felel meg 1 milliméternek. |                |                |                     |                     |                     |                |                                            |                                                                |                |

## Egyéb veretek
Ausztriában továbbra is vertek a fenti pénzrendszerbe nem illő, de hagyományok miatt szükségesnek tartott érméket. Ilyen volt a Mária Terézia-tallér (Maria-Theresien-Thaler vagy Levantiner Thaler) és a dukát (österreichische Ducat).

## Külső hivatkozások
- Österreichische Numismatische Gesellschaft (Osztrák Numizmatikai Társaság) – I Ferenc József pénzverése (részletes Katalógus képekkel)

### Magyarul
- Dr. Unger Emil. Magyar éremhatározó. Ajtósi Dürer Kiadó, Budapest (1997). ISBN 963-8314-09-5
- Garami Erika. Pénztörténet. TAS Kiadó, Budapest (2007). ISBN 978-963-86705-4-0

### Németül
- Austria Netto Katalog Österreich - Münzkatalog 2008 (Münzen ab 1780 mit Banknoten ab 1759) [ANK Ausztria Érmekatalógus 2008 (érmék 1780-tól, bankjegyek 1759-től)]. Netto-Marktpreiskatalog „Austria", Wien (2008). ISBN 3-901678-97-2